# Нижняя Печеньга (приток Сухоны)

Нижняя Печеньга — река в России, протекает в Вологодской области, в Тотемском районе. Устье реки находится в 228 км по правому берегу реки Сухона. Длина реки составляет 13 км. В 2 км от устья по правому берегу впадает река Лесная Печеньга.
Исток реки расположен в лесах в 48 км к северо-востоку от Тотьмы. Нижняя Печеньга в верхнем и среднем течении течёт на север, в нижнем течении после впадения крупнейшего притока Лесной Печеньги поворачивает на запад. Единственный населённый пункт на берегах — деревня Нижняя Печеньга (Муниципальное образование «Медведевское») в среднем течении. Впадает в Сухону двумя километрами ниже посёлка Михайловка.

## Данные водного реестра
По данным государственного водного реестра России относится к Двинско-Печорскому бассейновому округу, водохозяйственный участок реки — Северная Двина от начала реки до впадения реки Вычегда, без рек Юг и Сухона (от истока до Кубенского гидроузла), речной подбассейн реки — Сухона. Речной бассейн реки — Северная Двина.
По данным геоинформационной системы водохозяйственного районирования территории РФ, подготовленной Федеральным агентством водных ресурсов:
- Код водного объекта в государственном водном реестре — 03020100312103000008794
- Код по гидрологической изученности (ГИ) — 103000879
- Код бассейна — 03.02.01.003
- Номер тома по ГИ — 03
- Выпуск по ГИ — 0